# Рожен (фестиваль)
Национальная фольклорная ярмарка «Рожен» (болг. Национален фолклорен събор «Рожен») — главный болгарский фольклорный фестиваль, который проходит на протяжении двух дней в августе раз в четыре года. Место проведения — горные луга Родопы в районе Рожен (община Смолян Смолянской области Южной Болгарии).
Цель ярмарки — популяризация болгарского народного танца и песенного искусства. Ярмарка традиционно открывается песней «Бела я, бела, молодец» (болг. «Бела съм бела юначе») — неофициальным гимном Родопы и достигает апогея с выступлением «Звезды Рожен» (болг. «Звезден Рожен») — перформанс вечером первого дня, когда выдающиеся Родопские певцы исполняют известные песни региона.
На ярмарке представлены народная музыка, обычаи, обряды, устный фольклор, танцы, одежда и костюмы — общая традиционная народная культура, соединённая с выставкой традиционного болгарского быта.

## История
Первая ярмарка состоялась 27 июля 1898 года, в День святого Пантелеймона, была проведена по инициативе отца Ангела Инджова, болгарского священнослужителя и революционера, призвавшего своих прихожан пригласить своих родственников, эмигрировавших из Болгарии.
Место ярмарки было выбрано на границе Болгарии и Османской империи, которая на тот момент проходила через вершину Рожен. На событие собирались болгары из соседних сёл по обе стороны границы — Проглед на территории Болгарии и Момчиловци из Соколовци, по ту сторону границы. Во время встречи между родственниками звучали песни под звуки волынки, готовили традиционную «чеверме» — ягнёнка на вертеле.
Ярмарка проходила ежегодно, за исключением 1901, 1903, 1906 и 1907 годов.
Начиная с 1912 года, когда Родопы были освобождены от османского владычества, ярмарка утратила своё политическое значение, однако оставался символом свободы, болгарского единства и традиций. Сперва ориентированная только на родопские музыку и танцы, ярмарка скоро стала общенациональным событием, одновременно фестивалем и певческим состязанием, а также крупнейшим фестивалем народной песни Болгарии.
В августе 1961 года Родопский певческий фестиваль был проведен в течение трёх дней. В том же году был основан самобытный оркестр волынок «Сто альтовых волынок» (болг. «Сто каву Гайді»), составленный из волынщиков различных родопских сёл. Они собираются накануне праздника на одной-единственной репетиции.
Пик фестиваля пришёлся на 1972 год, когда в нём приняло участие 3500 музыкантов и танцоров (в том числе 300 исполнителей гайды), аудитория достигла 150 000 человек. В 1993 году фестиваль стал национальным. После девятилетнего перерыва традиция ярмарки возобновилась в 2015 году.
С Роженского праздника начала свой звёздный путь песня «Вышел дель повстанец» (болг. «Излел е Делю хайдутин») в исполнении Вали Балканской, которую в 1977 году включили в «Золотую пластинку „Вояджера“» — вместе с музыкой Баха, Бетховена и Моцарта диск отправился в космос на борту космической станции «Вояджер».